# 심학봉
심학봉(沈學鳳, 1961년 4월 11일 ~ , 포항시)은 대한민국의 정치인이자 전 국회의원이다. 이명박정부 시절 지식경제부에서 활동하였으며, 포항 태생으로 2012년 구미 갑 지역구에 출마하였다.  당시 정치신인 이공계 가산점이 적용되어 새누리당 공천을 받아 당선되었다.

## 학력
- 신광초등학교 졸업
- 신광중학교 졸업
- 1980년 구미전자공업고등학교 졸업
- 1987년 경북대학교 전자공학 학사
- 1993년 미주리 컬럼비아대학교 대학원 경제학 석사

## 경력
- 1990년 12월 제26회 기술고등고시(행정고시 제34회) 합격
- 2008년 ~ 2010년 청와대 경제수석실 지식경제비서관실(선임행정관)
- 2011년 ~ 2011년 지식경제부 경제자유구역 기획단장
- 2011년 구미경제발전위원회 위원장
- 2012년 ~ 2015년 제19대 새누리당 국회의원
- 2015년 ~ 2015년 제19대 무소속 국회의원

## 의정 활동

### 19대
- 2012년 5월~2015년 8월 3일 제19대 새누리당 국회의원(경북 구미시 갑)
- 2015년 8월 3일~2015년 10월 12일 제19대 무소속 국회의원(경북 구미시 갑)

## 역대 선거 결과
| 실시년도 | 선거   | 대수 | 직책     | 선거구         | 정당     | 득표수   | 득표율          | 순위 | 당락 | 비고 |
| -------- | ------ | ---- | -------- | -------------- | -------- | -------- | --------------- | ---- | ---- | ---- |
| 2012년   | 총선   | 19대 | 국회의원 | 경북 구미시 갑 | 새누리당 | 52,353표 | \| \| 61.23% \| | 1위  |      | 초선 |
|          | 61.23% |      |          |                |          |          |                 |      |      |      |

## 사건

### 성폭행 혐의 논란
대낮에 보험설계사로 일하는 기혼 여성을 성폭행했다는 혐의를 받아 2015년 8월 3일 책임을 지고 새누리당 탈당 선언을 하였다. 심학봉은 보험설계사와 성관계를 맺은 사실을 시인하였고, 보험설계사는 경찰 조사에서 합의에 의한 성관계였다고 기존의 입장을 번복해 8월 3일 경찰 수사 결과 화간으로 판단되어 '혐의 없음' 결론을 받았으나, 대구지방검찰청은 8월 5일 대구지방경찰청이 사건을 송치하는 대로 형사1부가 사건을 맡아 기록 검토에 들어간다고 밝혔다.
심학봉 의원은 기혼으로, 강간혐의가 사실이다면 당연히 제명사유가 되지만 합의에 의한 성관계라고 해도 회의에 불참하고 대낮에 간통을 저지른 것은 국회의원의 윤리의무에 위배되는 행위여서 제명절차가 진행 중이다.
9월 16일 윤리위에서 만장일치 제명 결정이 나왔고 10월 12일 본회의에서 제명안을 표결할 예정이다. 심학봉은 10월 12일 아침 의원직 사퇴서를 제출했고 국회가 제명안 대신 사퇴서를 먼저 의결하면서 의원직을 잃었다.

### 뇌물 수수로 실형
경북 김천에 있는 리모컨 제조업체 A사가 정부의 글로벌 중소기업 육성 프로젝트인 '월드클래스 300'에 선정될 수 있도록 도와주는 대가로 2천770만원을 받은 혐의로 기소되어 1심에서 징역 6년 4월, 2심에서 징역 4년 3개월에 처해졌다.
대법원에서 2심의 형이 확정되었다.